# (18653) Christagünt
18653 Christagunt (1998 FW15) – planetoida z grupy pasa głównego asteroid okrążająca Słońce w ciągu 3,69 lat w średniej odległości 2,39 j.a. Odkryta 28 marca 1998 roku.